# Ejakulat
Sperma (od grčke  riječi σπέρμα, spérma, što znači sjeme) ili ejakulat (od latinske  riječi eiaculari: izbaciti, odnosno eiaculatum: ono što je izbačeno)  mutna je mliječnobijela do blijedožuta tekućina koja se pod određenim uvjetima izbacuje iz sjemenih puteva, a sastoji se od spermija, sekreta spolnih žlijezda i sekreta epididimisa. U pravilu se izbacuje kroz vanjski otvor mokraćne cijevi, a rjeđe u mokraćni mjehur. Izbacuje se najčešće za vrijeme spolnog odnosa ili za vrijeme samozadovoljavanja. No i u snu može doći do ejakulacije sperme, (polucije), obično kada snovi imaju seksualni sadržaj.

## Opis
Neposredno nakon izljeva, sperma je gusta (koagulirana), ljepljiva tekućina specifičnog mirisa (najbliže je mirisu cvijeta kestena) i lužnatog okusa. Djelovanjem enzima likvefakcija tj. razgradnja koaguluma (razvodnjavanje) je obično završeno nakon 30 minuta. Ukupni je volumen humanog ejakulata vrlo promjenjiv, uglavnom od 1,5 do 6 ml (u prosjeku pola do jedne čajne žlice), u njemu se nalazi oko 50 milijuna spermija, a pH vrijednost ejakulata je između 7,2 - 8,2. 
Iako je muškarac plodan tijekom cijele godine, koncentracija i broj spermija se mijenjaju kroz godinu. Sperma je najkvalitetnija između veljače i svibnja, a najslabija u rujnu.
Veći dio sperme čine izlučevine sjemenih mjehurića (60%), prostate (20%) te Cowperovih i Littreovih žlijezda, koje štite spermije od štetnih utjecaja i omogućavaju im kretanje i oplodnju jajne stanice. Prije sjemena iz mokraćne cijevi izlazi sekret tih dvaju žlijezda (0,1-0,2 ml), nakon toga prostatički sekret (0,5 ml), a spermiji (muške spolne stanice) čine samo jedan posto ejakulata.